# Thiago Marques
Thiago Marques (Curitiba, 23 de abril de 1980) é um automobilista brasileiro,  notabilizado tanto pelas atuações como piloto de competição quanto pelo trabalho como organizador de campeonatos. Foi o criador e é responsável pela condução da GT Sprint Race, série nacional que completou onze anos em 2023 e pela qual passaram mais de 200 pilotos integrantes dos mais variados níveis de graduação.

## Biografia
A influência para o envolvimento com o automobilismo veio do lar. Paulo de Tarso, seu pai, foi piloto, disputou a Stock Car Brasil. nas décadas de 1980 e 1990 e fundou a equipe de competições Action Power, uma das mais vitoriosas da categoria onde atuou até o início dos anos 2000. Tarso Marques, seu irmão mais velho, disputou temporadas na F1 e na Fórmula Indy, entre inúmeros outros campeonatos.
Como piloto, Thiago Marques, sem antes ter passado pelo kart, teve o início de carreira já no campeonato brasileiro de Stock Car Light, onde conquistou o título de 2001. Integrante da geração que optou por seguir carreira no automobilismo brasileiro a partir da consolidação das séries de turismo, apostou na Stock Car, onde aos 21 anos atingiu a façanha de liderar sua corrida de estreia, no Autódromo Jacarepaguá no Rio de Janeiro.
Foram dez anos como piloto da Stock Car. Em três deles, de 2004 a 2006, defendendo a própria Action Power, com atuações sólidas o suficiente para conduzir a estrutura liderada pelo pai ao título de equipes da categoria, considerada a principal do país. Por sete anos disputou o Campeonato Brasileiro de Marcas, onde se tornou recordista de vitórias e de pódios representando as marcas GM e Toyota.
A GT SPRINT RACE
Os atributos de gestor de categoria foram assumidos por Thiago Marques em plena fase de conciliação deste trabalho com o de piloto de competição. Apoiado também pela experiência de Paulo de Tarso e de seus irmãos Tarso e Gare Marques nas vertentes que o automobilismo exige, lançou mão de um perfil empreendedor e contemporâneo e criou, ainda no início da década passada, a GT Sprint Race.
As corridas que marcaram o início prático do novo projeto aconteceram em 12 de maio de 2012 no autódromo paulista de Interlagos. A trajetória da categoria foi marcada pela adoção frequente de formatos desportivos inovadores. Destacam-se, aí, as incursões internacionais, com etapas nas pistas de Homestead e Sebring, tornando-se a primeira série brasileira a ter corridas nos Estados Unidos, e também em Rivera, no Uruguai.
O campeonato da GT Sprint Race reúne pilotos das cinco regiões do Brasil. Todos os carros têm preparação e manutenção a cargo da própria estrutura técnica da categoria, o que favorece o equilíbrio verificado em treinos e corridas ao longo dos nove eventos do calendário, todos transmitidos ao vivo na televisão, pelo canal BandSports e na internet, em plataformas digitais parceiras ou da própria categoria.
Seis etapas do campeonato compõem o Torneio Brasil, com os pilotos da GT Sprint Race distribuídos nas categorias Pro, AM e Pro Am. Outras três integram o formato Special Edition, que admite a inscrição de até três participantes por carro e estipula critérios específicos para a disputa pela vitória. São dois campeonatos distintos que, somados, acabam por compor a disputa pelo título geral do Overall Championship.
As duas últimas temporadas (2021 e 2022) marcaram a parceria com a Mais Brasil, promotora e gestora de marketing, que uniram as etapas aos eventos das corridas de caminhões da Copa Truck. Em 2022 a GT Sprint Race exerce mais uma vez sua vocação para inovações e prepara uma nova fase com repercussão no automobilismo brasileiro e mundial. A trabalho passa a ser conduzido em associação com a NASCAR Internacional. 